# 3614 Jackson Highway
3614 Jackson Highway — шестой студийный альбом американской певицы и актрисы Шер, выпущенный 20 июня 1969 года на лейбле ATCO. Альбом стал коммерчески провальным, достигнув лишь № 160 в чарте Billboard Top LP’s. Название альбома было связано со студией, на которой он был записан — Muscle Shoals Sound Studio. Альбом преимущественно состоит из каверов.

## Об альбоме
Альбом 3614 Jackson Highway, выпущенный летом 1969 года, стал первым и последним диском Шер, выпущенным на лейбле ATCO, продюсерами альбома выступили — Джерри Векслер, Том Дауд и Ариф Мардин. На обложке альбома представлены все музыканты, работавшие над диском. Это — первый ряд, слева направо: гитарист Эдди Хинтон, басист Дэвид Худ, Сонни Боно, Шер, продюсер Джерри Векслер, бэк-вокалист Джинни Грин, бэк-вокалистка Донна Джин Годшо и продюсер Том Дауд; сзади, слева направо: гитарист Джимми Джонсон, продюсер Ариф Мардин, барабанщик Роджер Хокинс и клавишник Барри Бекетт. Не изображены на обложке бэк-вокалистки Мэри Холидей и Сью Пилкингтон.
Этот диск, безусловно, был самым смелым проектом Шер в 60-х и был записан для того, чтобы вернуть успех после кризисного периода коммерческих провалов Шер и Sonny & Cher в 1968—1970 годах. Международная поп-культура не стояла на месте, а вот Sonny & Cher оставались в своём фирменном стиле. Поп-музыка приобрела более «жёсткий» оттенок, отмеченный антивоенными песнями, возражающими против войны во Вьетнаме. Поэтому, музыка дуэта просто не вписывалась новые тренды, вследствие чего их записи плохо продавались. В течение нескольких месяцев они выступали в ночных клубах со своей программой, однако реакция публики была всё менее положительная.
Несмотря на то, что публика этим диском не заинтересовалась, реакция критиков была очень положительной. Они назвали этот альбом лучшим в карьере Шер, отмечая силу её голоса и его многогранность. Также они отметили современные аранжировки, которые придали пластинке рок-звучание, наряду с успешными интерпретациями Шер песен других артистов.
Название альбома — адрес студии, на которой он был записан — Muscle Shoals Sound Studio.
В 1968 и 1969 году Шер записала несколько новых песен, которые должны были выйти на новом альбоме Шер в 1970 году. Однако, по неизвестным причинам релиз был отменён, несмотря на то, что три из этих песен были выпущены синглами. Песни оставались неизданными до 2001 года, когда Rhino Records выпустили ограниченное издание (4500 копий) альбома с 10-ю новыми песнями.
Во время сессий 1969 года были также записаны песни: 23 апреля «Wedding Bell Blues» — кавер-версия песни Лоры Ниро, 25 апреля «Always David» — кавер-версия песни Эдди Хинтона, а также «Don’t Leave Me This Way» и «Honey Lamb». Эти песни, однако, на сегодняшний день считаются утерянными.

## Синглы
С альбома вышло шесть синглов в общей сложности. Первый сингл — единственный, имевший небольшой успех, — «For What It’s Worth», занял 88-е место в канадском чарте, в Billboard Hot 100 не попал, однако расположился в Bubbling Under Hot 100 Singles на 25-й строчке (№ 125 относительно Billboard Hot 100). Далее вышли «I Walk on Guilded Splinters», «Lay, Baby, Lay» и «(Just Enough to Keep Me) Hangin’ On». С невыпущенного альбома 1970 года выпускались «The First Time» и «Superstar», последняя должна была быть включена в 3614 Jackson Highway.

## Список композиций
| №  | Название                                | Автор(ы)                   | Оригинальный исполнитель | Длительность |
| -- | --------------------------------------- | -------------------------- | ------------------------ | ------------ |
| 1. | «For What It’s Worth»                   | Стивен Стиллз              | Buffalo Springfield      | 2:20         |
| 2. | «(Just Enough to Keep Me) Hangin’ On»   | Бадди Миз, Айра Аллен      | Шер                      | 3:16         |
| 3. | «(Sittin’ on) The Dock of the Bay»      | Стив Кроппер, Отис Реддинг | Отис Реддинг             | 2:43         |
| 4. | «Tonight I’ll Be Staying Here with You» | Боб Дилан                  | Боб Дилан                | 3:06         |
| 5. | «I Threw It All Away»                   | Боб Дилан                  | Боб Дилан                | 2:44         |
| 6. | «I Walk on Guilded Splinters»           | Доктор Джон Кро            | Доктор Джон              | 2:30         |

| №  | Название                       | Автор(ы)                       | Оригинальный исполнитель | Длительность |
| -- | ------------------------------ | ------------------------------ | ------------------------ | ------------ |
| 1. | «Lay, Baby, Lay»               | Боб Дилан                      | Боб Дилан                | 3:30         |
| 2. | «Please Don’t Tell Me»         | Кэрролл В. Куиллен, Грэди Смит | Шер                      | 3:35         |
| 3. | «Cry Like a Baby»              | Спунер Олдем, Дэн Пенн         | The Box Tops             | 2:45         |
| 4. | «Do Right Woman, Do Right Man» | Чипс Моман, Дэн Пенн           | Арета Франклин           | 3:20         |
| 5. | «Save the Children»            | Эдди Хинтон                    | Шер                      | 2:50         |

| №   | Название                                                   | Автор(ы)                                                    | Длительность |
| --- | ---------------------------------------------------------- | ----------------------------------------------------------- | ------------ |
| 12. | «Easy to Be Hard»                                          | Голт МакДермот, Джеймс Рэйдо, Жером Раньи                   | 3:45         |
| 13. | «I Believe»                                                | Эрвин Дрейк, Ирвин Грэм, Джимми Ширл, Аль Стиллман          | 3:56         |
| 14. | «Danny Boy»                                                | Фредерик Уэтерли                                            | 5:21         |
| 15. | «Momma Look Sharp»                                         | Шерман Эдвардс                                              | 3:34         |
| 16. | «It Gets Me Where I Want to Go»                            | Гэйб Лапано, Лэнс Уэйкли                                    | 3:11         |
| 17. | «You’ve Made Me So Very Happy»                             | Бренда Холлоуэй, Патрис Холлоуэй, Фрэнк Уилсон, Берри Горди | 2:44         |
| 18. | «Yours Until Tomorrow»                                     | Джерри Гоффин, Кэрол Кинг                                   | 2:52         |
| 19. | «The Thought of Loving You»                                | Дэвид Уайт                                                  | 2:25         |
| 20. | «The First Time»                                           | Сонни Боно                                                  | 3:25         |
| 21. | «Chastity’s Song (Band of Thieves)»                        | Элиз Вайнберг                                               | 3:09         |
| 22. | «Chastity’s Song (Band of Thieves)» (Stereo album version) | Элиз Вайнберг                                               | 3:06         |
| 23. | «Superstar»                                                | Бонни Брамлетт, Делани Брамлетт, Леон Расселл               | 3:08         |

## Участники записи
- Шер — вокал
- Джерри Векслер — музыкальный продюсер
- Том Дауд — музыкальный продюсер
- Ариф Мардин — музыкальный продюсер
- Стэн Винсент — музыкальный продюсер
- Грег Пори — аранжировщик
- Стивен Палей[англ.] — фотограф
- Брайан Ласли — арт-директор
- Патрик Пендинг — арт-директор

## Позиции в хит-парадах
Еженедельные чарты:
| Хит-парад (1969)         | Высшая позиция | Пребывание в чарте |
| ------------------------ | -------------- | ------------------ |
| США (Billboard Top LP’s) | 160            | 3 недели           |